# مارك أودونيل
مارك أودونيل (بالإنجليزية: Mark O'Donnell)‏ هو كاتب أمريكي، ولد في 19 يوليو 1954 في كليفلاند في الولايات المتحدة، وتوفي في 6 أغسطس 2012 في نيويورك في الولايات المتحدة.

## وصلات خارجية
- مارك أودونيل على موقع IMDb (الإنجليزية)
- مارك أودونيل على موقع ميوزك برينز (الإنجليزية)
- مارك أودونيل على موقع قاعدة بيانات برودواي على الإنترنت (الإنجليزية)
- مارك أودونيل على موقع قاعدة بيانات الفيلم (الإنجليزية)